# Fontaine du Marché-aux-Carmes
La fontaine du Marché-aux-Carmes ou fontaine des Carmes est la fontaine du square Gabriel-Pierné, soit au carrefour entre la rue de Seine et la rue Mazarine, dans le 6e arrondissement de Paris.

## Histoire

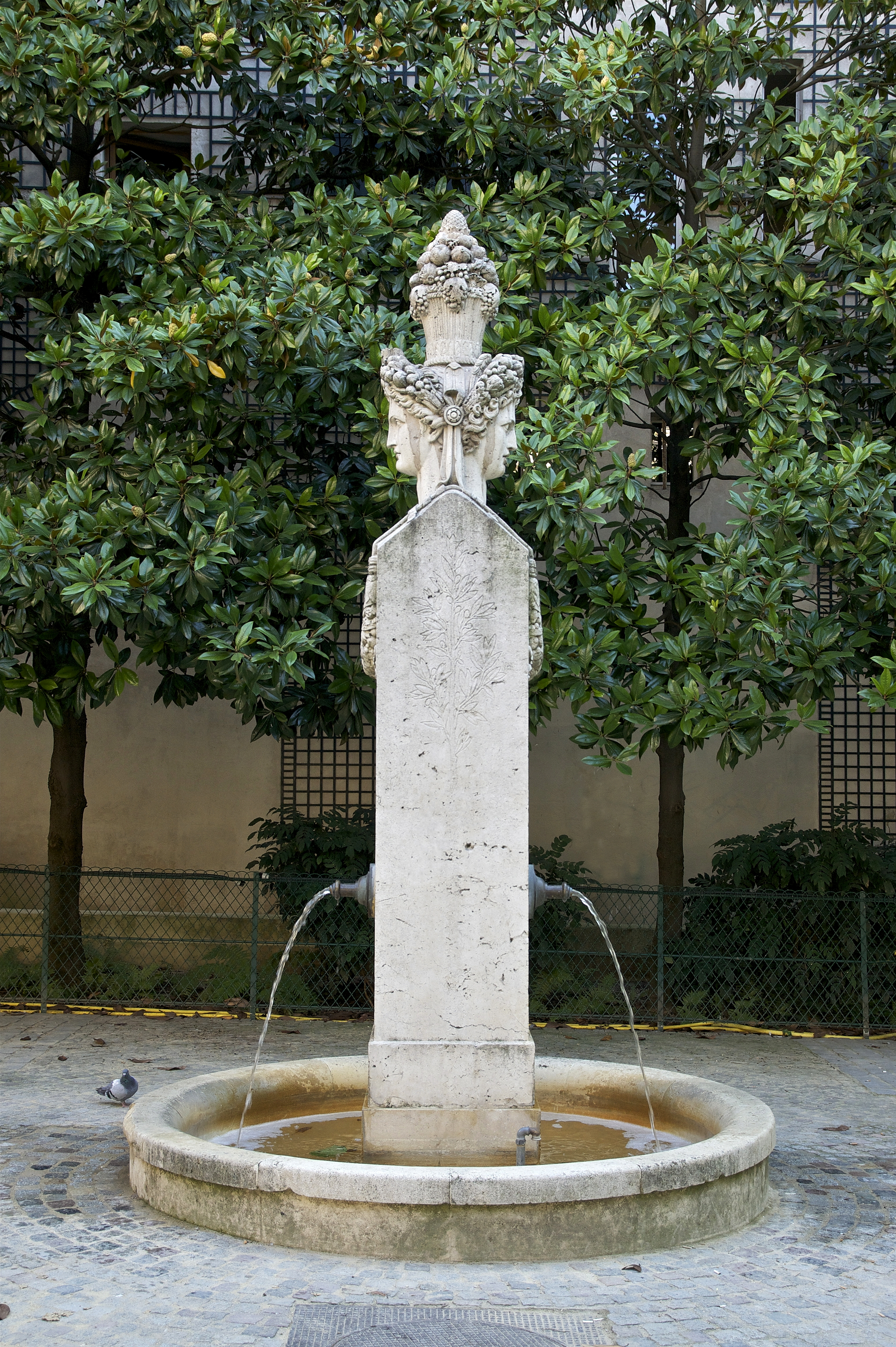

La fontaine a été sculptée par Alexandre-Évariste Fragonard en 1830 pour alimenter en eau le marché aux Carmes avant sa destruction en 1930. Elle a ensuite été déplacée vers le square Gabriel-Pierné.
La fontaine fait l’objet d’une inscription au titre des monuments historiques depuis le 29 octobre 1952.

## Description
Sous une forme qui rappelle les antiques hermès, la fontaine est constituée d'une simple vasque au sol au milieu de laquelle se trouve une pile d'où s'écoulent deux filets d'eau de la Seine. La pile est surmontée par une tête à deux faces représentant l'Abondance et le Commerce.

## Accès
Ce site est desservi par la ligne   à la station de métro Pont-Neuf, par la ligne   à la station Saint-Germain-des-Prés et par la ligne   à la station Mabillon.